# 拉默纳特布勒姆
拉默纳特布勒姆（羅馬化：Irāmanātapuram，坦米爾語發音：[(ɨ)ˈɾaːmənaːd̪əpuɾʌm]）是印度泰米尔纳德邦拉默纳特布勒姆县的一个城镇。总人口61976（2001年）。

## 人口
该地2001年总人口61976人，其中男性31158人，女性30818人；0—6岁人口6634人，其中男3420人，女3214人；识字率78.95%，其中男性为83.61%，女性为74.24%。